# 九龍巴士43A線
九龍巴士43A線是香港新界的一條巴士路線，來往青衣（長宏邨）及石籬（大隴街），提供青衣長宏邨、長亨邨、長康邨、長青邨來往石籬邨的巴士服務。本線為葵青區內線，但中途途經荃灣區的昌榮路。
九龍巴士43D線，乃是43A的特別路線，由青衣（長宏邨）單向開往下葵盛圍，途經長康邨、長青邨、青衣南橋、葵芳及葵盛邨，只於星期一至五上課日提供服務，接載居住青衣南的學生前往葵芳及葵盛圍一帶上課，而毋須因乘43A線再於葵興站轉乘37M而支付接近9元的高昂車費。

## 歷史
本路線提供葵青區內長宏、長亨、長康及長青來往葵興、石蔭及石籬的巴士服務。
- 1985年8月25日：投入服務，開辦時已是循環線，來往長康至葵涌（葵涌道工業區），以昌榮路迴旋處作折返點，只在平日上下午繁忙時間及假日日間服務。
- 1987年6月29日：延長至石籬，並取消循環運作。
- 1988年11月28日：配合長亨邨即將落成及青欣臨時房屋區入伙而延長至青欣（2002年2月3日起改稱長宏）並提升至每天全日服務。
- 1991年8月4日：配合石籬邨重建，再度改為循環運作。
- 1996年2月15日：增派空調巴士行走。
- 1998年3月8日：改回兩邊總站。
- 2015年6月27日：增設到站時間預報。[1]
- 2017年8月29日：43D線投入服務[2]。
- 2018年9月3日：43D線的葵盛總站延長至葵盛圍「南葵涌分科診所」站，並提早開出班次至07:00及07:10[3][4]。

## 服務時間及班次
43A
| 青衣（長宏邨）開 | 青衣（長宏邨）開 | 青衣（長宏邨）開 | 石籬（大隴街）開 | 石籬（大隴街）開 | 石籬（大隴街）開 |
| 日期             | 服務時間         | 班次（分鐘）     | 日期             | 服務時間         | 班次（分鐘）     |
| ---------------- | ---------------- | ---------------- | ---------------- | ---------------- | ---------------- |
| 星期一至五       | 06:00            | 06:00            | 星期一至五       | 06:00-07:00      | 20               |
| 星期一至五       | 06:12-07:12      | 10               | 星期一至五       | 07:00-07:36      | 9                |
| 星期一至五       | 07:12-07:54      | 6                | 星期一至五       | 07:36-08:00      | 12               |
| 星期一至五       | 07:54-09:15      | 9                | 星期一至五       | 08:00-13:30      | 15               |
| 星期一至五       | 09:15-12:45      | 15               | 星期一至五       | 13:30-14:30      | 12               |
| 星期一至五       | 12:45-13:45      | 12               | 星期一至五       | 14:30-15:30      | 15               |
| 星期一至五       | 13:45-19:30      | 15               | 星期一至五       | 15:30-17:30      | 10               |
| 星期一至五       | 19:30-23:30      | 20               | 星期一至五       | 17:30-17:54      | 8                |
|                  |                  |                  | 星期一至五       | 17:54-18:39      | 9                |
| 18:39-19:19      | 10               |                  | 星期一至五       |                  |                  |
| 19:19-19:30      | 11               |                  | 星期一至五       |                  |                  |
| 19:30-20:30      | 12               |                  | 星期一至五       |                  |                  |
| 20:30-00:00      | 15               |                  | 星期一至五       |                  |                  |
| 星期六           | 06:00-07:30      | 15               | 星期六           | 06:00-07:00      | 20               |
| 星期六           | 07:30-09:00      | 10               | 星期六           | 07:00-12:30      | 15               |
| 星期六           | 09:00-13:00      | 12               | 星期六           | 12:30-17:06      | 12               |
| 星期六           | 13:00-16:00      | 15               | 星期六           | 17:06-18:06      | 10               |
| 星期六           | 16:00-18:00      | 12               | 星期六           | 18:06-20:18      | 11               |
| 星期六           | 18:00-23:30      | 15               | 星期六           | 20:18-20:30      | 12               |
|                  |                  |                  | 星期六           | 20:30-00:00      | 15               |
| 星期日及公眾假期 | 06:00-00:00      | 15               | 星期日及公眾假期 | 06:00-09:36      | 18               |
|                  |                  |                  | 星期日及公眾假期 | 09:36-16:21      | 15               |
| 16:21-19:21      | 12               |                  | 星期日及公眾假期 |                  |                  |
| 19:21-23:06      | 15               |                  | 星期日及公眾假期 |                  |                  |
| 23:06-00:00      | 18               |                  | 星期日及公眾假期 |                  |                  |

43D
- 青衣（長宏邨）開：
  - 星期一至五上課日：07:00、07:10

星期六、日、公眾假期及學校假期不設服務。

## 收費
43A/43D
全程：$5.2
- 過青衣大橋後往長宏：$4.8（祇適用於43A線）

| - 本線設有12歲以下小童及65歲或以上長者半價優惠。 - 65歲或以上香港居民使用「樂悠咭」，以及12歲以下合資格殘疾兒童使用「殘疾人士身份」個人八達通繳付車資，均可享有每程$2.0或半價（以較低者為準）的票價優惠；12至64歲合資格殘疾人士使用「殘疾人士身份」個人八達通（包括「樂悠咭」），以及60至64歲香港居民使用「樂悠咭」繳付車資，均可享有每程$2.0或全費（以較低者為準）的票價優惠。 - 65歲或以上長者如使用長者或一般個人八達通繳付車資，則只可享有半價優惠；12至64歲合資格殘疾人士如不使用「殘疾人士身份」個人八達通，以及60至64歲人士如不使用「樂悠咭」繳付車資，必須繳付全費。 - 乘客可以現金或八達通於上車時付款，不設找續。 - 每位成人乘客可免費攜帶最多兩名4歲以下而不佔座位的兒童乘客乘車，超額之4歲以下小童必須繳付小童車費乘車。 - 持有「九巴月票」之乘客在車票有效期內，每日可享最多10程任何九龍巴士及龍運巴士路線（包括本路線，以及聯營路線的九龍巴士／龍運巴士提供的班次；惟乘搭機場「A」及「NA」線則可享原價二七折優惠（不會計算每天10次合資格車程））；而B1線則每日可享最多各2程（不會計算每天10次合資格車程）。 - 九龍巴士、城巴、龍運巴士及陽光巴士全職員工及家屬（不包括外判職員）可免費乘搭本路線，惟必須拍職員或職員家屬八達通。 - 乘客亦可透過多元化電子支付系統（e度嘟）繳付車資，包括使用非接觸式VISA卡、JCB卡、萬事達卡、銀聯卡、美國運通、大來國際、Discover Card、Apple Pay、Google Pay、Samsung Pay、AlipayHK「易乘碼」、支付寶、WeChatHK／微信支付「搭車碼」、銀聯雲閃付「乘車碼」及BOC Pay「乘車碼」。乘客使用此付款方式，使用此支付方式的乘客可享有中途下車之分段收費，以及與其他九巴／龍運獨營路線或聯營線九巴／龍運班次之轉乘優惠，惟不適用於與非九巴／龍運路線之轉乘優惠，亦不能享有「公共交通費用補貼計劃」及「長者及合資格殘疾人士公共交通票價優惠計劃」。 |

## 使用車輛
43A
最初開線派利蘭珍寶／平頂寶巴士行走，間歇亦有晚年「長牛」丹拿E型行走 ，並於八十年代初以「雞車」利蘭勝利二型及丹尼士巨龍11米非空調巴士（S3N）為主帥。
現時本線使用6輛富豪B9TL 12米（AVBWU）及4輛Enviro500 MMC 12米（ATENU）雙層空調巴士，均屬荔枝角車廠。
| 車隊編號 | 車牌   |
| -------- | ------ |
| AVBWU127 | PX4668 |
| AVBWU235 | RG3411 |
| AVBWU266 | RJ6026 |
| AVBWU277 | RJ8028 |
| AVBWU339 | SX2870 |
| AVBWU446 | TV3021 |
| ATENU32  | SC5428 |
| ATENU363 | TB9782 |
| ATENU437 | TE8465 |
| ATENU472 | TH5778 |

43D
由43線抽車行走。

## 行車路線

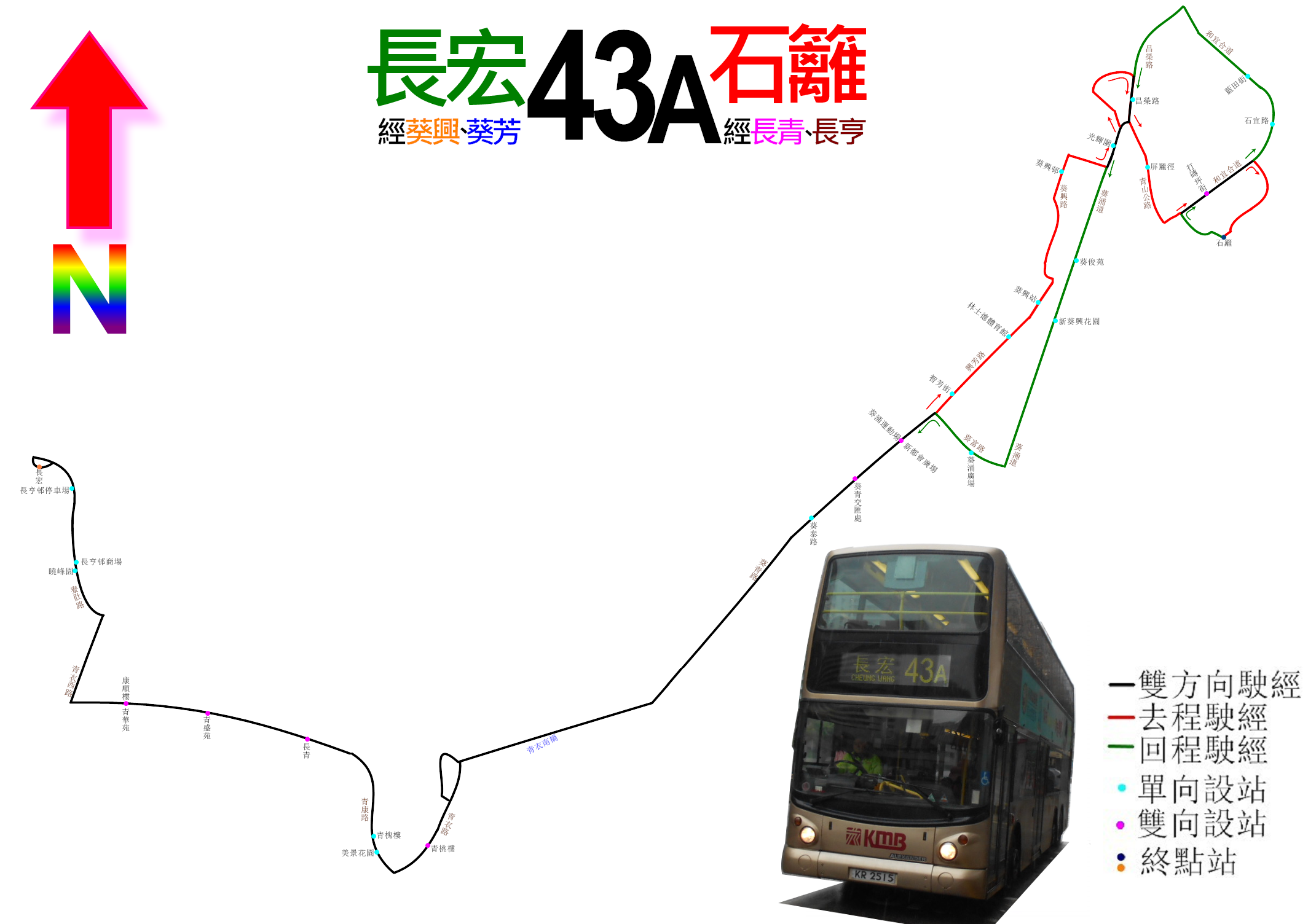
43A線的走線圖

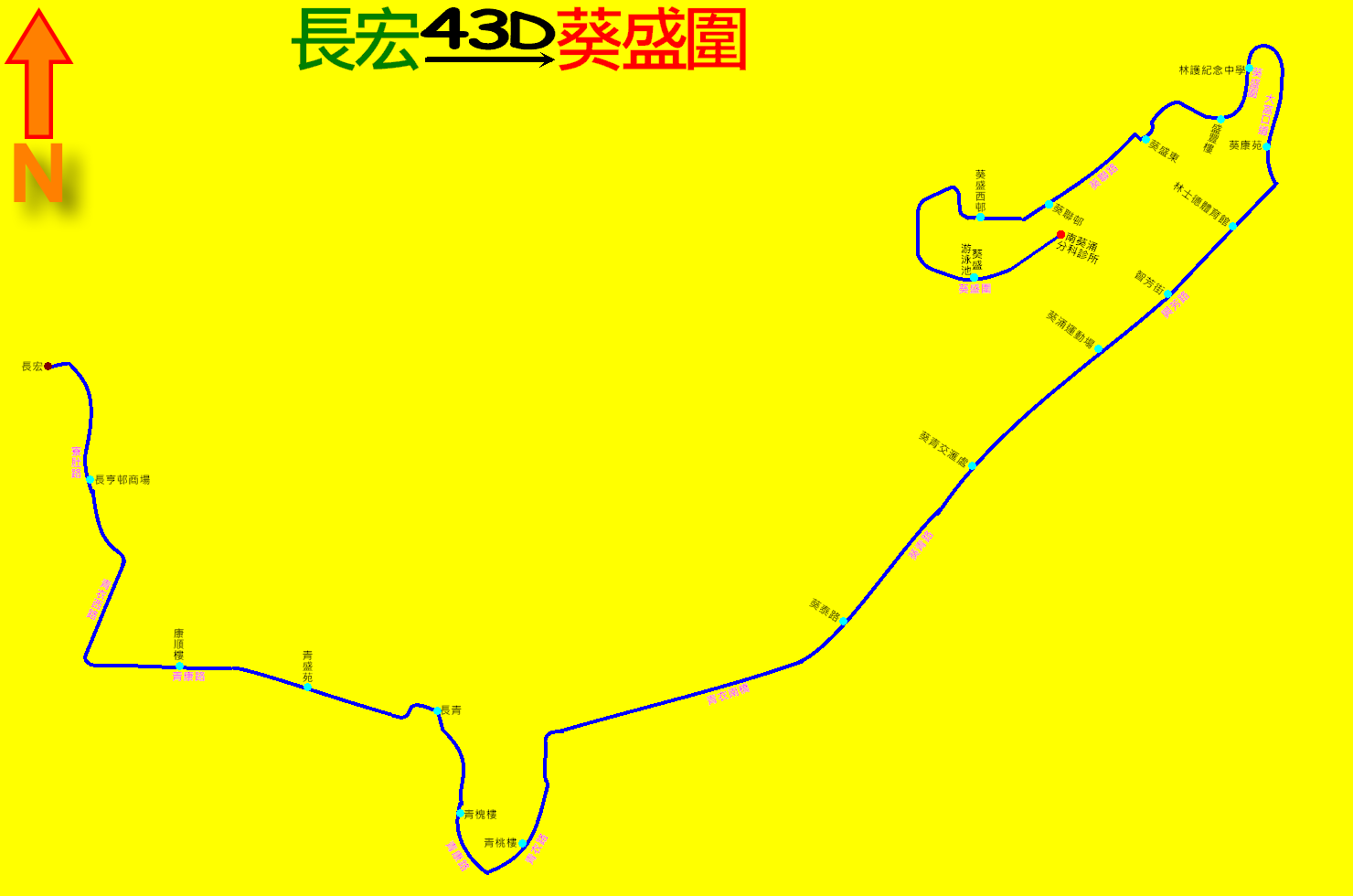
43D線的走線圖

青衣（長宏邨）開經：寮肚路、青衣西路、青康路、青衣路、青衣大橋、葵青路、興芳路、葵興站通道、葵興路、禾塘咀街、禾葵里、葵涌道、昌榮路迴旋處、青山公路－葵涌段、和宜合道及大隴街。
- 43D依43A原線至興芳路後，改經大窩口道及葵盛圍。

石籬（大隴街）開經：大隴街、和宜合道、昌榮路、葵涌道、葵富路、興芳路、葵青路、青衣大橋、青衣路、青康路、青衣西路及寮肚路。

### 沿線車站
| 青衣（長宏邨）開 | 青衣（長宏邨）開       | 青衣（長宏邨）開       | 石籬（大隴街）開 | 石籬（大隴街）開       | 石籬（大隴街）開       |
| 序號             | 車站名稱               | 位置                   | 序號             | 車站名稱               | 位置                   |
| ---------------- | ---------------------- | ---------------------- | ---------------- | ---------------------- | ---------------------- |
| 1                | 長宏巴士總站           | 長宏巴士總站           | 1                | 石籬（大隴街）巴士總站 | 石籬（大隴街）巴士總站 |
| 2                | 長亨邨商場             | 寮肚路                 | 2                | 打磚坪街               | 和宜合道               |
| 3                | 長康邨康順樓           | 青康路                 | 3                | 石宜路                 | 和宜合道               |
| 4                | 青盛苑                 | 青康路                 | 4                | 藍田街                 | 和宜合道               |
| 5                | 長青巴士總站           | 長青巴士總站           | 5                | 昌榮路                 | 昌榮路                 |
| 6                | 長青邨青槐樓           | 青康路                 | 6                | 葵俊苑                 | 葵涌道                 |
| 7                | 長青邨青桃樓           | 青衣路                 | 7                | 新葵興花園             | 葵涌道                 |
| 8                | 葵泰路                 | 葵青路                 | 8                | 葵涌廣場               | 葵富路                 |
| 9                | 葵青交匯處             | 葵青路                 | 9                | 新都會廣場             | 興芳路                 |
| 10               | 葵涌運動場             | 興芳路                 | 10               | 葵青交匯處             | 葵青路                 |
| 11               | 智芳街                 | 興芳路                 | 11               | 葵泰路                 | 葵青路                 |
| 12               | 林士德體育館           | 興芳路                 | 12               | 長青邨青桃樓           | 青衣路                 |
| 13*              | 葵興站                 | 葵興站公共運輸交匯處   | 13               | 美景花園               | 青康路                 |
| 14*              | 葵興路葵興邨           | 葵興路                 | 14               | 長青巴士總站           | 青康路                 |
| 15*              | 光輝圍                 | 葵涌道                 | 15               | 青盛苑                 | 青康路                 |
| 16*              | 屏麗徑                 | 青山公路－葵涌段       | 16               | 青華苑                 | 青康路                 |
| 17*              | 打磚坪街               | 和宜合道               | 17               | 曉峰園                 | 寮肚路                 |
| 18*              | 石籬（大隴街）巴士總站 | 石籬（大隴街）巴士總站 | 18               | 長亨邨停車場           | 寮肚路                 |
| ^                | 葵康苑                 | 大窩口道               | 19               | 長宏巴士總站           | 長宏巴士總站           |
| ^                | 林護紀念中學           | 葵盛圍                 |                  |                        |                        |
| ^                | 葵盛邨盛豐樓           | 葵盛圍                 |                  |                        |                        |
| ^                | 葵盛（東）巴士總站     |                        |                  |                        |                        |
| ^                | 葵聯邨                 | 葵聯路                 |                  |                        |                        |
| ^                | 葵盛西邨               | 葵聯路                 |                  |                        |                        |
| ^                | 葵盛游泳池             | 葵盛圍                 |                  |                        |                        |
| ^                | 南葵涌分科診所         | 葵盛圍                 |                  |                        |                        |

43D不經有 * 之站位，而改經有 ^ 之站位。

## 昔日路線

### 第一代43A線
於1978年7月28日至8月中期間，青衣碼頭因颱風愛娜斯吹襲而損毀而開辦的臨時路線，其後當青衣至荃灣渡輪停航時提供服務，1985年5月起改稱43S。

### 第一代43D線
九龍巴士42A線前身。

## 外部連結
1. ↑  〈http://www.kmb.hk/tc/news/press/archives/news201506262242.html （页面存档备份，存于） 九龍巴士（一九三三）有限公司，146條路線增設巴士到站時間預報服務 覆蓋逾半九巴及龍運路線〉［新聞稿］，2015年6月26日。
2. ↑   (PDF).   [2017-08-29]. （原始内容 (PDF)存档于2019-02-04）. （页面存档备份，存于）
3. ↑  .   [2018-08-28]. （原始内容存档于2022-04-07）. （页面存档备份，存于）
4. ↑  九巴43D號線建議更改服務安排

- 九巴43A線官方網站路線資料 （页面存档备份，存于）
- 容偉釗. . 香港: BSI (香港). 2002年  [2017-06-23]. ISBN 962-8414-62-3. （原始内容存档于2016-03-26）. （页面存档备份，存于）
- 郭炳華. . 香港: 80M巴士專門店. 2010年. ISBN 962-8686-95-X.